# Urfaust (band)
Urfaust is een Nederlands experimenteel muziekproject dat ambient, black metal, doommetal, avant-garde en folk combineert en afkomstig is uit het Noord-Brabantse Asten. Het genre van het duo wordt wel omschreven als black metal of dark ambient. De naam is afgeleid van de vroegste versie van Faust, de tragedie van Goethe. De teksten van het duo zijn in het Duits.
Urfaust begon in 1999 als een ambientproject van gitarist Vloekwaard (ex-Grimm, ex-Zwartketterij), ook bekend als IX. Sinds Geist ist Teufel uit 2004 versterkt VRDRBR (ex-Grimm, ex-Fluisterwoud, Herder) Urfaust op drums.
Urfaust is wereldwijd bekend in kringen van de heavy metal en experimentele muziek. De band profileert zich met zijn undergroundkarakter en occultistische sfeer. Zo speelt de band weinig live en vermijdt de groep Nederlandse podia.
De band brengt haar werk uit bij het Duitse platenlabel Ván Records. Met het verschijnen van Untergang in 2023 kondigde de band aan te stoppen.

## Discografie
- 2003: Urvaterlicher Sagen (demo)
- 2004: Geist ist Teufel (GoatowaRex, Black Blood Productions)
- 2005: Verräterischer, nichtswürdiger Geist (GoatowaRex)
- 2006: Auerauege Raa Verduistering (split met Circle of Ouroborus; Ahdistuksen Aihio Productions/Earth Productions)
- 2007: Urfaust / The Ruins of Beverast (split; Ván Records)
- 2008: Drei Rituale jenseits des Kosmos (ep; Debemur Morti Productions)
- 2009: Urfaust / Joyless (split; Ván Records)
- 2009: IX: Einsiedler (ep; Ván Records, Terratur Possessions)
- 2010: Der freiwillige Bettler (Ván Records)
- 2011: Celestial Bloodshed / Urfaust (split; Terratur Possessions)
- 2012: Ritual Music for the True Clochard (Compilation Album; Ván Records)
- 2013: Spiritus Nihilismus (Single)
- 2013: Trúbadóirí Ólta an Diabhail (Live Album; Ván Records)
- 2013: Die Erste Levitation (Single; Ván Records)
- 2013: Urfaust / King Dude (split; Ván Records)
- 2015: Apparitions (EP; Ván Records)
- 2015: Het aalschuim der natie (Lugubrum/Urfaust split; Ván Records)
- 2016: Voodoo Dust (single; Ván Records)
- 2016: Ghoulfaust (Ghoul-Cult/Urfaust split; Terratur Possessions)
- 2016: Empty Space Meditations (Ván Records)
- 2017: Acherontic Rite (Live Album; Ván Records)
- 2017: Wederganger / Urfaust (split; Ván Records)
- 2018: The Constellatory Practice (Ván Records)
- 2018: Live at Acherontic Arts3 (Ván Records)
- 2020: Teufelsgeist (Ván Records)
- 2023: Untergang (Ván Records)